# معركة تل الحير (601 ق.م.)
معركة تل الحير أو معركة ميغدول (Migdol) هي إحدى معارك الحروب المصرية البابلية وقعت في 608 ق.م. بعدما وصلت القوات المصرية إلى الفرات في شمال العراق، بعد التحالف مع الآشوريين وحاربت البابليين ثلاث سنوات متواصلة. وفي 605 ق.م. ألحق البابليون بقيادة نبوخذ نصر الثاني، الهزيمة بالجيش المصري عند مدينة قرقميش. وفي 604 ق.م. بسط البابليون سيطرتهم على الجزء الأكبر من سوريا وفلسطين، وظلت سوريا وفلسطين تتمرد على الحكم البابلي بدعم من مصر فقرر الملك نبوخذ نصر أن يشن حربًا على مصر، وبالفعل جهز جيشًا كبيرًا للهجوم على مصر فخرج الملك المصري نكاو الثاني على رأس الجيش المصري لمقابلة البابليين سنة 601 ق. م في الموقع المعروف حالياً باسم تل الحير، المعروف باسم حصن ميغدول وقتها، في سيناء وقامت معركة حامية كبدت الطرفين خسائر فادحة وانتهت المعركة بانسحاب البابليين واستيلاء نخاو على غزة.